# Завод азотних добрив у Тольятті
Завод азотних добрив у Тольятті – підприємство хімічної промисловості, що діє у Самарській області Росії та належить компанії «Куйбишевазот».
Будівництво заводу почалось у 1961 році, а в 1965-му він видав першу продукцію із використанням привозного аміаку. Втім, вже в 1966-му ввели в дію власне виробництво аміаку потужністю 290 тисяч тон на рік. В 1970 – 1972 році змонтували обладнання другої черги, що довело річну потужність по аміаку до 517 тисяч тон. В 1977-му запустили третю установку аміаку потужністю 410 тисяч тон. В 1992 – 1993 роках перші дві черги вивели з експлуатації, проте третя продовжувала роботу і в кілька етапів була модернізована до річного показника у 580 тисяч тон (в 2004-му фактичний випуск склав 589 тисяч тон). В 2010-му її добовий показник довели до 1800 тон. Нарешті, в 2018-му запустили ще одну установку добовою потужністю 1340 тон.
Аміак використовують для виробництва азотної кислоти із наступним продукуванням аміачної селітри. В 2023-му ввели в дію установку випарки та гранулювання аміачної селітри добовою продуктивністю 2300 тон.
У 1968-му також запустили виробництво сечовини (продукт реакції аміаку та діоксиду вуглецю) потужністю 180 тисяч тон на рік. В 1985-му цей показник довели до 270 тисяч тон, при цьому частина карбаміду призначалась для отримання карбамідно-аміачної селітри – суміші розчинів карбаміду та аміачної селітри.
У 1974-му почали продукувати капролактам, що також потребує використання аміаку, а побічним продуктом виступає ще одне азотне добриво – сульфат амонію. Після реконструкції 2018 року майданчик може випускати 238 тисяч тон капролактаму та 650 тисяч тон сульфату амонію на рік. 
В 2021-му до асортименту добрив додали сульфат-нітрат амонію.
За перше півріччя 2023-го фактичний випуск продукції склав 520 тисяч тон аміаку, 310 тисяч тон аміачної селітри, 134 тисячі тон карбамід-аміачної селітри, 174 тисячі тон карбаміду, 186 тисяч тон сульфату амонію та 89 тисяч тон капролактаму.
В 2020-му комплекс отримав власне виробництво сульфатної кислоти, яке використовує технологію спалювання сірки та має річну потужність у 500 тисяч тон.
З 2003-го завод має турбіну з протитиском потужністю 6 МВт, що працює за рахунок утилізації технологічного тепла.
Підприємство почало виробляти аміак із природного газу, що надходив по трубопроводу Отрадненський ГПЗ – Тольятті. В подальшому до Тольятті вивели трубопровід Мокроус – Самара – Тольятті та перемичку від потужного Південного газотранспортного коридору.
Можливо відзначити, що в Тольятті також діє завод азотних добрив компанії «Тольяттіазот».